# ウィリアム・ヘイ (第6代キノール伯爵)
第6代キノール伯爵ウィリアム・ヘイ（英語: William Hay, 6th Earl of Kinnoull、1666年/1667年 – 1709年5月10日）は、スコットランド貴族。

## 生涯
第4代キノール伯爵ウィリアム・ヘイと2人目の妻キャサリン（Catherine、1683年ごろ没、旧姓セシル（Cecil）、クランボーン子爵チャールズ・セシルの娘）の次男として生まれた。1685年6月3日、ドゥエーのコレージュ・デコッセに入学した。
1687年に兄ジョージが死去すると、キノール伯爵位を継承した。1687年時点では未成年だった。1688年の名誉革命で国王ジェームズ2世が国を追われると、ジェームズ2世に追従してサン＝ジェルマン＝アン＝レーに向かったが、のちに帰国した。
アン女王に爵位をいったん返上して、1704年2月29日に再叙爵を受け、自身が一代限りでキノール伯爵を務めた後、遠戚（初代伯爵の兄ピーターの子孫）にあたる初代ダプリン子爵トマス・ヘイおよびその男系子孫が継承するという継承規則が定められた。
1709年5月10日に生涯未婚のままロンドンで死去、初代ダプリン子爵が1704年に定められた継承規則に基づき爵位を継承した。